# Krupinina
Krupinina (rus. Крупинина) je otok u sjevernom dijelu Tamanskog zaljeva Crnog mora, administrativno dio ruskog Krasnodarskog kraja.
Otok se nalazi 1,5-2 km južno od Čuške prevlake. Sastoji se od mješavine pijeska i vapnenca. Otok pokrivaju guste šikare trske. Otok je dom velikom broju ptica (čaplje, vranci), raznim vrstama insekata . U obalnim vodama ima riba (glavoči, Planiliza haematocheilus), u plitkim vodama mali rakovi i iglice. Ponekad jata dupina doplivaju u zaljev kako bi se nahranili.
Otok Krupinina omiljeno je izletište radioamatera.